# Janów (województwo opolskie)
Janów – wieś w Polsce położona w województwie opolskim, w powiecie brzeskim, w gminie Olszanka. Co roku we wrześniu na terenie Zakładu Rolno-Usługowego "Janów" odbywają się warsztaty polowe "Dzień Kukurydzy".
W latach 1975–1998 miejscowość administracyjnie należała do ówczesnego województwa opolskiego.

## Zabytki
Do wojewódzkiego rejestru zabytków wpisane są:
- zespół pałacowy, z pocz. XIX w., 1913 r.:
  - Pałac w Janowie
  - park
  - czworak
  - spichrz.